# Aurel Toma
Aurel Toma, né le 30 juillet 1911 à Babadag en Roumanie et mort le 25 août 1980 à Oxnard aux États-Unis, est un boxeur roumain naturalisé américain en 1942.

## Biographie
Passé professionnel en Roumanie, il s’installe à Paris en 1932. Il y bat de nombreux boxeurs européens réputés de l’époque : Young Perez, Émile Pladner, Eugène Huat et Valentin Angelmann. En 1936, il détrône le champion d’Europe des poids coqs Joseph Decico à Bucarest. Destitué du titre européen, qu'il ne défend pas, Toma effectue une tournée à New York en 1937 avant de reprendre le titre européen vacant devant l’Italien Gino Cattaneo l’année suivante devant 20 000 spectateurs. Il le cède à nouveau en 1939 lors d'une défaite face à l’Autrichien Enrst Weiss. Le boxeur roumain s’installe aux États-Unis où il finit sa carrière. Naturalisé américain en 1942, il s’engage dans l'armée comme infirmier et sert durant vingt mois en Europe, notamment lors du débarquement de Normandie. Après avoir été démobilisé après la fin de la guerre, en 1945, il reprend sa carrière sportive pour quelques saisons. Il devient ensuite groom dans un hôtel pendant vingt années. Perdant la mémoire, il est trouvé à plusieurs reprises errant par la police californienne avant de mourir renversé par une voiture à l'âge de 69 ans.